# 上神野村
上神野村（かみこうのむら）は、和歌山県海草郡にあった村。現在の紀美野町の中部、貴志川の上流域にあたる。

## 地理
- 山岳：上ノ城山、隠地山
- 河川：貴志川

## 歴史
- 1889年（明治22年）4月1日 - 町村制の施行により、那賀郡高畑村・桂瀬村・赤木村・三尾川村・明添村・大角村・鎌滝村・津川村・上ヶ井村の区域をもって発足。
- 1951年（昭和26年）10月1日 - 所属郡が海草郡に変更。
- 1955年（昭和30年）6月1日 - 下神野村・国吉村・長谷毛原村・真国村と合併して美里町が発足。同日上神野村廃止。